# Carolyn Mahoney
Carolyn Ray Boone Mahoney (* 1946 in Memphis, Tennessee, USA) ist eine US-amerikanische Mathematikerin und Hochschullehrerin. Sie war Professorin an der Lincoln University (Missouri) und dort die erste Präsidentin.

## Leben und Werk
Mahoney war das sechste von dreizehn Kindern von Stephen und Myrtle Boone. Sie wuchs in Tennessee auf, wo sie 1964 ihren Abschluss an der Father Bertrand High School machte. Sie besuchte drei Jahre lang das Mount St. Scholastic College in Atchison, ein katholisches Frauencollege in Kansas, bevor sie 1970 ihr Mathematikstudium am Siena College (Tennessee) mit Summa Cum Laude mit einem Bachelor of Science abschloss. Anschließend erwarb sie 1972 ihren Master in Mathematik und promovierte 1983 als zweite Afroamerikanerin in Mathematik an der Ohio State University in Columbus (Ohio) und als 25. Afroamerikanerin in den Vereinigten Staaten. Ihre Dissertation: On The Unimodality Of The Independent Set Numbers Of A Class Of Matroids fertigte sie unter der Leitung von Thomas Allan Dowling an.
Nach ihrer Promotion hatte sie verschiedene akademische Positionen, von 1984 bis 1989 an der Denison University und von 1987 bis 1989 an der Ohio State University. Sie war eine der Gründungsdozenten der California State University in San Marcos. Von 1994 bis 1995 war sie Programmdirektorin in der Bildungsdirektion der National Science Foundation.
Nachdem sie 2000 Rektorin und 2002 Vizekanzlerin für akademische Angelegenheiten an der Elizabeth City State University in North Carolina gewesen war, trat sie die Nachfolge des 17. Präsidenten der Lincoln University an. Vom 1. Februar 2005 bis 2012 war Mahoney als erste Frau der 18. Präsident der Lincoln University.

Hadwiger-Nelson-Problem: 7-Färbung der Ebene und 4-chromatischer Einheitsabstandsgraph

Ihre Forschungsschwerpunkte liegen in den Bereichen Graphentheorie und Kombinatorik. Sie veröffentlichte Forschungsarbeiten zu Matroiden und dem Hadwiger-Nelson-Problem. Gemeinsam mit K. B. Chilakamarri bewies sie, dass einige „Graphen auf dem ganzzahligen Gitter ein Ergebnis vom Ramsey-Typ erzeugen“.

## Ehrungen
- 1989: Ohio Women's Hall of Fame[8]
- Carolyn Mahoney-Stipendium der California State University[9]
- Wanderweg an der Lincoln University wurden ihr zu Ehren benannt[10]
- 2018: Lifetime Achievement Award der National Association of Mathematicians
- 2018:  Preisträgerin des Black History Month 2018 von Mathematically Gifted & Black
- Ralph S. Brown Award for Shared Governance

## Veröffentlichungen (Auswahl)
- mit Kiran B. Chilakamarri: Unit-distance graphs, graphs on the integer lattice and a Ramsey type result. Aequationes Mathematicae, 51 (1–2), 1996, S. 48–67. doi:10.1007/BF01831139.